# Jyderup Sogn
Jyderup Sogn er et sogn i Holbæk Provsti (Roskilde Stift).
I 1800-tallet var Holmstrup Sogn fra Skippinge Herred anneks til Jyderup Sogn i Tuse Herred - begge herreder hørte til Holbæk Amt. Jyderup-Holmstrup sognekommune blev senere delt så hvert sogn blev en selvstændig sognekommune. Ved kommunalreformen i 1970 gik både Jyderup og Holmstrup ind i Tornved Kommune, der ved strukturreformen i 2007 indgik i Holbæk Kommune.
I Jyderup Sogn ligger Jyderup Kirke.
I sognet findes følgende autoriserede stednavne:
- Degnehuse (bebyggelse)
- Ellebjerg (bebyggelse)
- Høed (bebyggelse, ejerlav)
- Høedrækken (bebyggelse)
- Jyderup (bebyggelse, ejerlav)
- Præstemarken (bebyggelse)
- Rådbjerg (bebyggelse)
- Tornved (bebyggelse, ejerlav)